# ウーマン (ジョン・レノンの曲)
「ウーマン」(英語: Woman)は、1980年に発表されたジョン・レノンの楽曲である。

## 概要
1980年のアルバム『ダブル・ファンタジー』収録曲。「ウーマン」というタイトルが示す通り、妻のオノ・ヨーコや世の中の女性に対する思いが綴られた曲である。レノンは同年のインタビューで、「とある晴れた日の午後にバミューダで突然、女性が僕達のために何をしてくれるのか思いついたんだ。」と語っている。
また、本曲をレノンは「「ガール」の成長したバージョンだよ。」とも説明している。
冒頭で聞かれるレノンの囁きは "For The Other Half Of The Sky." （「空のもう半分のために」）という毛沢東の詩を引用した言葉であり、「世の女性に向けて歌いましょう」といった呼びかけでもある。
ジョンが死去した翌年にシングル・カットされた。B面は、オノ・ヨーコの楽曲「ビューティフル・ボーイズ」。シングル盤は、ビルボード誌が発表した1981年3月21日付のBillboard Hot 100で最高位の第2位を獲得し、1981年年間ランキングでは第21位を獲得した。全英シングルチャートでは最高位第1位を記録した。
本作は『ダブル・ファンタジー』の他に、『ジョン・レノン・コレクション』、『レノン・レジェンド〜ザ・ヴェリー・ベスト・オブ・ジョン・レノン』、『ザ・ヒッツ〜パワー・トゥ・ザ・ピープル』、『ギミ・サム・トゥルース.』などのコンピレーションアルバムにも収録された。また、1988年に公開されたレノンの自伝的映画『イマジン』でも本作が使用され、同映画のサウンドトラックにも収録された。

## メディアでの使用
日本では三菱自動車工業「eKワゴン」のCMソング（2001年〜2004年）や番組テーマソング、天気予報、交通情報等のBGM等で頻繁に使用されている。
2022年12月2日に公開された映画『月の満ち欠け』では、本作が挿入歌として使用された。
2021年2月から2025年3月まで放送のラジオ番組「oggi otto Music Shampoo」（東京エフエム系列）のテーマソングに起用されていた。

## クレジット
- ジョン・レノン - リード・ボーカル、アコースティック・ギター
- アール・スリック（英語版） - エレクトリック・ギター
- ヒュー・マクラッケン - エレクトリック・ギター
- トニー・レヴィン - ベース
- ジョージ・スモール（英語版） - ピアノ、フェンダー・ローズ、シーケンシャル・サーキット プロフェット5
- アンディ・ニューマーク - ドラムス
- アーサー・ジェンキンス（英語版） - パーカッション
- ミシェル・シンプソン、カッサンドラ・ウートン、シェリル・マンソン・ジャックス、エリック・トロイヤー 、ザ・ベニー・カミングス・シンガーズ、ザ・キングス・テンプル・コア - バッキング・ボーカル

## カバー
- スズキの「アルト」の3代目の前期型（標準モデル）のCMにてカバー版が使用された。
  - 1988年〜1989年：佐藤隆がノークレジットで歌唱（編曲：チト河内）。
  - 1989年〜1990年：大沢誉志幸が歌唱。
- SAKURAが、カバー・アルバム『room508』（2000年）、ジョン・レノンのトリビュート・アルバム『HAPPY BIRTHDAY, JOHN』（2005年）[7]でカバーした。
- オジー・オズボーンがアルバム『アンダー・カヴァー』（2005年）でカバーした。